# 1773 год в литературе

## События
- Немецкий поэт и прозаик Кристоф Мартин Виланд основал первый в Германии литературно-художественное периодическое издание — журнал «Германский Меркурий» (нем. «Der Deutsche Merkur»).
- Поэт и драматург Ричард Бринсли Шеридан женился на актрисе Элизабет Энн Линли.
- В Китае приступили к подготовке издания «Сыку цюаньшу», самого масштабного издательского начинания в истории Китая: книжной серии, которая объединяла содержание императорской библиотеки и образцового набора книг, необходимого для успешного функционирования имперского государственного аппарата.
- Вышла статья Гёте «О немецком зодчестве».

## Проза и поэзия
- Немецкий писатель Иоганн Карл Вецель издал сочинение «Lebensgeschichte Tobias Knauts, des Weisen, sonst der Stammler genannt: aus Familiennachrichten gesammelt»
- Шотландский поэт Роберт Фергюссон опубликовал стихотворение «Доктору Джонсону: пища для нового издания его Словаря» (To Dr Samuel Johnson: Food for a new Edition of his Dictionary)
- Бразильский поэт Клаудиу Мануэл да Кошта создал поэму «Вила-Рика».
- Поэтический сборник Хосе Кадальсо «Ocios de mi juventud» и стихотворение «Ocios de mi Yuventud».
- Памфлет «Адюльтер» Мерси Отис Уоррен.
- Сборник стихов «Poems» Анны-Летиции Барбо.
- Сборник стихов «Poems on Various Subjects, Religious and Moral» Филлис Уитли.
- Труд «Первобытный мир» («Le Monde primitif analysé et comparé avec le monde moderne») Антуана Кур де Жебелена.
- Публикация первой книги Бернардена де Сен-Пьера «Путешествие на Иль-де-Франс»

## Пьесы
- Опубликован фарс «Ночь ошибок, или Унижение паче гордости» Оливера Голдсмита.
- Пьеса «Гёц фон Берлихинген» Гёте.
- Пьеса «Крушение» (или «Фиаско») Мерси Отис Уоррен.

## Родились
- 17 января — Иван Афанасьевич Кованько, русский поэт (умер в 1830).
- 22 января — Рене-Шарль Гильбер де Пиксерекур, французский драматург (умер в 1844).
- 27 января — Август Фредерик, герцог Сассекский, английский библиофил (умер в 1843).
- 28 февраля — Александр Оппельн-Брониковский, немецкий писатель польского происхождения (умер в 1834).
- 14 марта — Николай Иванович Ильин, русский драматург и переводчик (умер в 1823).
- 19 марта — Дмитрий Осипович Баранов, русский поэт (умер в 1835).
- 9 апреля — Этьенн Эньян, французский писатель (умер в 1824).
- 12 апреля — Юрий Фёдорович Лисянский, российский мореплаватель, исследователь, писатель (умер в 1837).
- 14 апреля — Йозеф Август Шультес, австрийский ботаник и писатель-путешественник (умер в 1831).
- 16 апреля — Мария Стелла Ньюборо, английская памфлетистка (умерла в 1843).
- 17 апреля — Войтех Неедлый, чешский поэт и прозаик, автор первых чешских произведений для детей (умер в 1844).
- 1 мая — Фёдор Фёдорович Кокошкин, русский драматург, переводчик (умер в 1838).
- 2 мая — Хенрик Стеффенс, немецкий писатель-романтик норвежского происхождения (умер в 1845).
- 3 мая — Джузеппе Ачерби, итальянский писатель (умер в 1846).
- 15 мая — Клеменс фон Меттерних, австрийский дипломат, автор ценных мемуаров (умер в 1859).
- 16 мая — Владимир Васильевич Измайлов, русский писатель, журналист (умер в 1830).
- 31 мая — Иоганн-Арнольд Канне, немецкий филолог и писатель (умер в 1824).
- 31 мая — Людвиг Тик, немецкий поэт, писатель, переводчик и драматург (умер в 1853).
- 1 июля — Пелагея Ивановна Вельяшева-Волынцева, русская писательница, переводчица (умерла в 1810).
- 13 июля — Вильгельм Генрих Ваккенродер, немецкий писатель (умер в 1798).
- 16 июля — Йозеф Юнгман, чешский поэт (умер в 1847).
- 27 июля — Якоб Оль, норвежский историк и писатель (умер в 1844).
- 3 сентября — Генрих Август Роте, немецкий научный писатель (умер в 1842).
- 8 октября — Софи де Бавр, французская писательница и драматург (умерла в 1860).
- 13 октября — Лукаш Голембиовский, польский историк, библиотекарь, переводчик, мемуарист (умер в 1849).
- 25 октября — Дмитрий Иванович Языков, русский переводчик (умер в 1844).
- 9 ноября — Томасина Кристина Гиллембург-Эренсверд, датская писательница (умерла в 1856).
- 21 ноября — Генри Ричард Вассалл-Фокс, 3-й барон Холланд, английский биограф и переводчик (умер в 1840).
- 9 декабря — Марианна Эренстрём, шведская писательница (умерла в 1867).
- 12 декабря — Николай Сергеевич Арцыбашев, русский историк, поэт и прозаик (умер в 1841).
- 14 декабря — Иоганн Евангелиста Госснер, немецкий религиозный писатель и поэт (умер в 1858).
- 23 декабря — Ипполит Фёдорович Богданович, русский поэт, переводчик (умер в 1803).
- Елизавета Алексеевна Арсеньева, бабушка Михаила Юрьевича Лермонтова, «самая знаменитая бабушка русской литературы».
- Этьенн Госс, французский поэт, журналист и драматург (умер в 1834).
- Мирза Джамал Джеваншир, азербайджанский историк, автор книги «История Карабага», написанной на персидском языке (умер в 1853).
- Фрэнсис Джеффри, лорд Джеффри, шотландский эссеист и литературный критик (умер в 1850).
- Алексей Павлович Павловский, российский писатель и лингвист, создатель «Грамматики малороссийского наречия».
- Христофор Перревос, греческий революционер и писатель (умер в 1863).
- Иван Петрович Пнин, русский поэт-публицист (умер в 1805).
- Павел Николаевич Титов, русский драматург и переводчик (умер в 1846).

## Скончались
- 12 января — Якоб фон Эггерс, шведский военачальник, военный писатель (родился в 1704 году).
- 17 февраля — Михаил Григорьевич Собакин, русский поэт (родился в 1720 году).
- 3 апреля — Гадам Богухвал Шерах, лужицкий писатель (родился в 1724 году).
- 25 апреля — Даниэле Фарлати, итальянский историк христианства и католической церкви (родился в 1690 году).
- 9 июля — Алексис Пирон, французский драматург, поэт (родился в 1689 году).
- 3 августа — Станислав Конарский, польский политический писатель, поэт, драматург (родился в 1700 году).
- 16 ноября — Джон Хоксуорт, английский писатель
- 17 ноября — Лоран Англивьель де Лабомель, французский публицист (родился в 1726 году).
- 20 ноября — Чарльз Дженненс, английский либреттист (родился в 1700 году).
- 22 ноября — Иван Иванович Неплюев, русский адмирал, автор мемуаров (родился в 1693 году).
- Сергей Саввич Волчков, русский переводчик, директор Сенатской типографии (родился в 1707 году).
- Кузьма Яковлевич Озерецковский, русский переводчик, писатель.
- Паисий Хилендарский, болгарский просветитель, автор книги «Славяно-болгарская история о народах и царях болгарских», сыгравший огромную культурную роль в жизни болгарской нации.
- Бернар Луи де Шовелен, французский генерал, дипломат и писатель (родился в 1716 году).